# Cabucala caudata
Cabucala caudata är en oleanderväxtart som beskrevs av Markgraf. Cabucala caudata ingår i släktet Cabucala och familjen oleanderväxter. Inga underarter finns listade i Catalogue of Life.